# Douglas MacArthur
Douglas MacArthur (Little Rock, 26 gennaio 1880 – Washington, 5 aprile 1964) è stato un generale statunitense.
Personalità di grande prestigio delle forze armate statunitensi del XX secolo, il generale MacArthur dimostrò qualità di comando e notevoli capacità strategiche durante le numerose campagne di guerra a cui prese parte, soprattutto durante la seconda guerra mondiale e la guerra di Corea.
Non privo di difetti di carattere e dotato di una personalità forte ma a volte eccessivamente egocentrica, rimane un personaggio controverso sia sul piano dell'analisi delle sue qualità di capo militare sia su quello della valutazione delle sue concezioni politiche.

## Biografia

### Inizi
Figlio di Arthur MacArthur Junior e nipote di Arthur MacArthur Senior, frequentò l'accademia militare di West Point, dalla quale uscì ufficiale del genio con voti altissimi nel 1903. Fu compagno di Hugh S. Johnson. Nei successivi dieci anni ricoprì incarichi nell'U.S. Army Corps of Engineers nelle Filippine e a Panama, allora protettorati statunitensi, e in madrepatria.
La sua prima grande partecipazione a un evento bellico risale al 1914, quando partecipò all'occupazione statunitense di Veracruz in Messico nel contesto delle guerre della banana e in particolare nel coinvolgimento degli Stati Uniti nella rivoluzione messicana, che aveva parallelamente portato a nord alla guerra di confine.
Partecipò con il grado di colonnello alla prima guerra mondiale, combattendo sul fronte francese, dove fu ferito. Nel 1918 fu promosso generale di brigata. Ebbe il comando dell'Accademia militare di West Point dal 1919 al 1922. Dal 1930 al 1935 fu Capo di stato maggiore dell'Esercito degli Stati Uniti. Successivamente, dal 1935 al 1941, fu consigliere militare presso il governo delle Filippine.

### Seconda guerra mondiale
Allo scoppio della seconda guerra mondiale, assunse il comando dell'esercito americano operante in Estremo Oriente (luglio 1941); nell'impossibilità di respingere l'invasione giapponese delle Filippine, MacArthur il 12 marzo 1942 si ritirò in Australia con un viaggio in motosilurante assieme alla famiglia, inseguito dalla flotta giapponese.
La sua condotta durante la campagna delle Filippine (pur ufficialmente lodata dal presidente Roosevelt e dalla propaganda americana) in sede storica ha destato critiche legate alla mancata prontezza operativa delle sue forze il 7 dicembre 1941 (che quindi furono sorprese dall'attacco aereo giapponese con la conseguente perdita di numerosi bombardieri B17 Flying Fortress), alla mancata pronta esecuzione dei predisposti piani di ritirata nella penisola di Bataan (che comportò la perdita immediata di posizioni tattiche essenziali alla difesa e di numerosi depositi di rifornimenti ed equipaggiamenti), alla sottovalutazione delle forze giapponesi, alla sua decisione di accettare compensi in denaro dal presidente filippino prima di abbandonare le isole (su ordine diretto del presidente). Mentre i responsabili degli errori difensivi su Pearl Harbour furono processati o persero il comando, MacArthur era in contatto con il nemico e impegnato nei combattimenti, e quindi fu "tutelato", malgrado avesse avuto, a differenza dei suoi colleghi, diverse ore per prepararsi all'attacco giapponese, sprecandole.
Il generale, nonostante gli errori e le sconfitte tattiche, tuttavia riuscì a consolidare con le sue deboli forze americano-filippine una tenace resistenza nella penisola di Bataan e prolungò i combattimenti; egli peraltro non si faceva illusioni e riteneva che in assenza di rinforzi sostanziali dagli Stati Uniti sarebbe stata inevitabile una "disastrosa disfatta". MacArthur era amareggiato dalla mancanza di aiuti e in alcuni momenti sembrò perdere il controllo, arrivando al punto di appoggiare la proposta del presidente Manuel L. Quezon di dichiarare l'indipendenza totale e la neutralità delle Filippine; il generale e i suoi ufficiali verosimilmente credevano che il capo di stato maggiore dell'esercito, il generale George Marshall, li avesse abbandonati anche per la vecchia rivalità con MacArthur per questioni di carriera militare.
I piani di difesa attuati da MacArthur nelle Filippine cambiarono in continuazione e contraddissero in buona parte quanto preparato (tra gli altri da lui stesso) negli anni precedenti al conflitto. Non vi fu, da parte americana, mai una disamina dei problemi della controparte giapponese (che dal punto di vista logistico e sanitario erano molto gravosi), né si colsero le occasioni propizie per delle controffensive; la ritirata verso Bataan, anzi, fu piuttosto precipitosa ed avvenne a discapito dei rapporti con la marina (che non fu avvisata e dovette evacuare a propria volta in tutta fretta diverse basi), della logistica (ampie riserve di scorte dovettero essere distrutte o abbandonate) e della coesione dei reparti (molte unità rimasero isolate e furono sopraffatte dai giapponesi o, se filippine, si diedero alla macchia).
In Australia McArthur assunse, dopo aver lasciato le Filippine, il ruolo di comandante delle forze alleate del Pacifico sud-occidentale, pronunciando la famosa frase "I came out of Bataan and I shall return" ("Io sono andato via da Bataan e io tornerò"). Nemmeno quando gli fu ordinato di dire "noi torneremo" cambiò la frase (che era considerata egotistica dagli uffici propaganda delle forze armate).
La strategia del "salto della rana" attraverso il Pacifico, di cui MacArthur si attribuisce la paternità nelle sue memorie, in realtà sembra che fosse già stata pianificata dall'ammiraglio Chester Nimitz, che progettava di occupare una serie di isole per farne campi d'aviazione da dove far partire i bombardieri per attaccare il territorio metropolitano del Giappone. MacArthur si concentrò inizialmente sulla difesa dell'Australia, ma il suo obiettivo principale rimase sempre quello di ritornare nelle Filippine e adempiere alla sua promessa. A partire dal dicembre 1942 MacArthur prese l'iniziativa delle operazioni e progressivamente riconquistò la Nuova Guinea, le isole Salomone, le Filippine e gran parte dell'arcipelago indonesiano, spingendosi fino all'isola di Sumatra.
Durante la campagna della Nuova Guinea ebbe ai suoi ordini un esercito spiccatamente multinazionale, in cui, oltre a britannici, neozelandesi e olandesi, il grosso dei combattenti era australiano, con le truppe americane appena inferiori per numero. I contrasti tra MacArthur e i comandi australiani furono numerosi, anche perché in diverse occasioni le divisioni australiane si sentirono usate come carne da cannone, ma sostanzialmente MacArthur riuscì a entrare in sintonia con parte dei comandi australiani, ed anzi a farsi partecipe di diverse rivalità interne a questi stessi comandi.
Non necessariamente questa fu una strategia brillante; le Filippine erano strategicamente poco utili per le forze giapponesi (e la loro riconquista fu dolorosissima a livello di perdite, anche per i civili filippini) e proprio la strategia del salto della rana aveva reso sostanzialmente superflua quella campagna. Viceversa fu molto rischiosa, anche da un punto di vista navale, anche se le forze americane erano oramai divenute assolutamente preponderanti e inarrestabili, in grado di eseguire anche errori strategici diversivi molto grandi senza alcun tipo di conseguenze negative sui fronti principali. La campagna delle Filippine assorbì 10 divisioni regolari e diversi reggimenti e battaglioni non indivisionati, occupando quindi più truppe USA della campagna nordafricana, italiana o del sud della Francia.
Il 2 settembre 1945 MacArthur ricevette a bordo della corazzata Missouri, ancorata nel golfo di Tokyo, la delegazione nipponica guidata dal ministro degli Esteri Mamoru Shigemitsu e dal generale Yoshijirō Umezu, i quali firmarono la resa incondizionata del Giappone.
Alla fine della guerra il generale dichiarò:
«Siamo qui riuniti, in quanto rappresentanti delle maggiori forze belliche, per firmare uno storico accordo, grazie al quale la pace verrà ripristinata. È mia grande speranza, e speranza di tutta l'umanità, che con questa solenne occasione possa emergere un mondo migliore, dal sangue e dalla sofferenza del passato. Un mondo basato su fiducia e comprensione. Un mondo dedito alla dignità dell'uomo e alla realizzazione del suo desiderio più ambito di libertà, tolleranza e giustizia.»

### Occupazione del Giappone

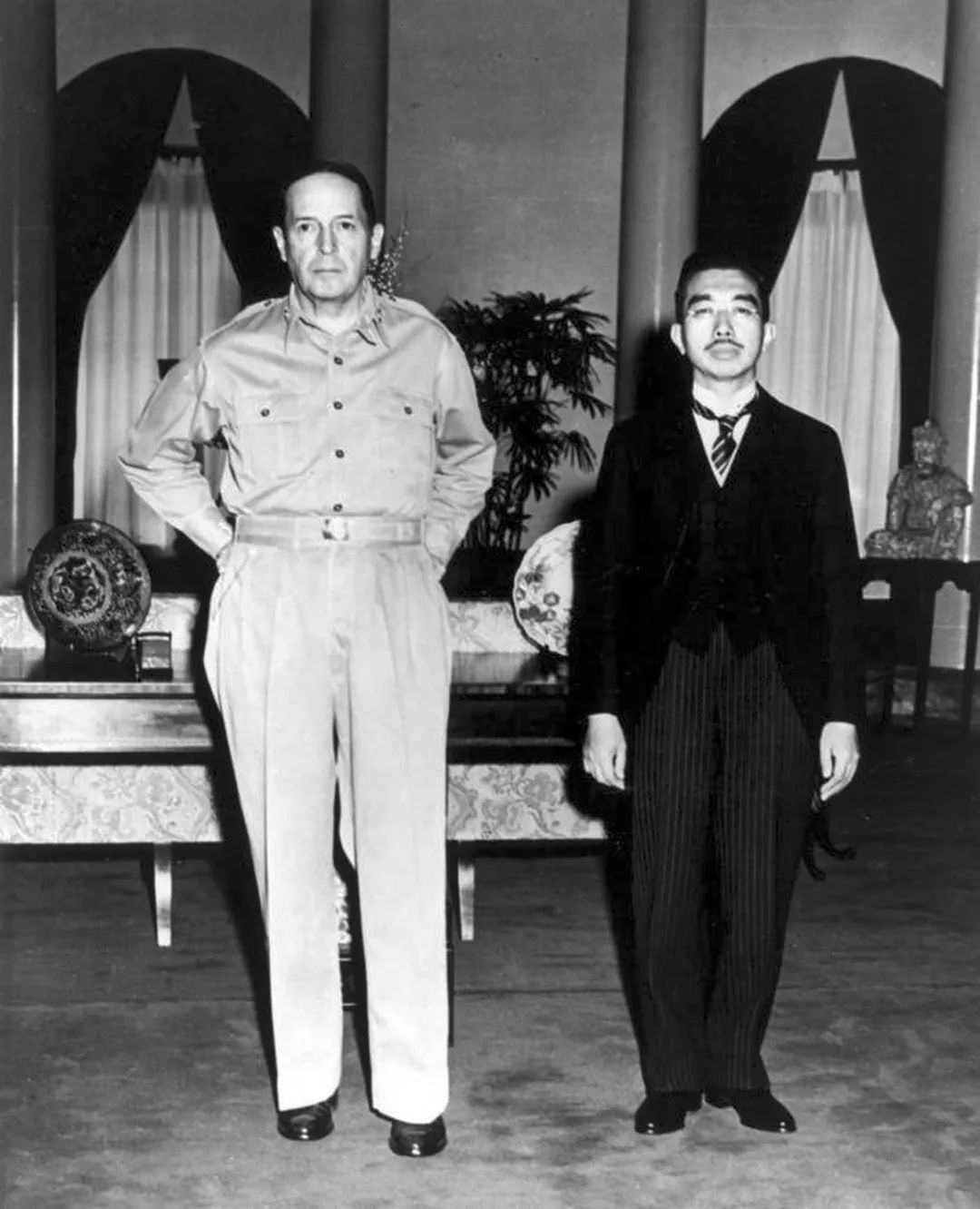
Il generale Douglas MacArthur insieme all l'imperatore Hirohito

Prima ancora della firma della resa, MacArthur ricevette l'incarico di comandante supremo delle forze alleate in Giappone, con poteri assoluti di controllo sulle istituzioni giapponesi, compreso lo stesso imperatore Hirohito.
Diversi storici criticano l'operato del generale MacArthur e dei suoi collaboratori per esonerare dalle responsabilità del conflitto l'imperatore Hirohito e tutti i membri della famiglia imperiale coinvolti nella guerra, come i principi Yasuhito Chichibu, Tsuneyoshi Takeda, Yasuhiko Asaka, Naruhiko Higashikuni, Kanin Kotohito e Hiroyasu Fushimi.
Il 26 novembre 1945 MacArthur confermò all'ammiraglio Mitsumasa Yonai che un'eventuale abdicazione dell'imperatore non sarebbe stata necessaria. Prima che il processo per crimini di guerra fosse aperto, il comando supremo delle forze alleate e i funzionari imperiali lavorarono in segreto non solo per evitare che la famiglia imperiale venisse incriminata, ma anche perché al processo non giungessero testimonianze che avrebbero potuto coinvolgerla. Alti funzionari giapponesi collaborarono con gli Alleati nel compilare le liste dei possibili criminali di guerra, mentre gli imputati per crimini di classe A giurarono solennemente di proteggere il loro sovrano contro ogni possibile tentativo di coinvolgimento nelle responsabilità belliche.
Lo storico statunitense Herbert Bix ha scritto che il brigadier generale Bonner Fellers fu inviato in Giappone per "lavorare allo scopo di proteggere Hirohito dal ruolo che ricoprì durante la guerra" e "permise ai maggiori indiziati di coordinare le loro testimonianze affinché l'imperatore non fosse incriminato". Bix sostiene inoltre che "le misure straordinarie adottate da MacArthur per salvare Hirohito dall'essere processato come criminale di guerra ebbero un duraturo e profondo impatto distorsivo sulla comprensione della guerra da parte dei giapponesi" e che "nei mesi dopo che il processo di Tokyo ebbe inizio, i più elevati sottoposti di MacArthur stavano lavorando per attribuire la sostanziale responsabilità per Pearl Harbor a Hideki Tōjō". Shuichi Mizota, l'interprete dell'ammiraglio Yonai, ha dichiarato che Fellers incontrò l'ammiraglio il 6 marzo 1946 e che gli avrebbe detto: «Sarebbe più conveniente se da parte giapponese ci arrivasse la prova che l'imperatore è completamente innocente. Credo che l'incombente processo offra la migliore opportunità di farlo. Su Tojo, in particolare, dovrebbe gravare il peso di tutta la responsabilità in questo processo».
Per John Dower, un altro storico statunitense, "la riuscita campagna per assolvere l'imperatore dalle responsabilità di guerra non conobbe limiti. Hirohito non fu solo semplicemente presentato come innocente di ogni atto formale che avrebbe potuto renderlo indiziato come criminale di guerra. Egli fu trasformato in una figura quasi santa senza la minima responsabilità morale per la guerra", "con il pieno supporto del quartier generale di MacArthur, l'accusa, in effetti era come una squadra di difensori dell'imperatore".
Nei cinque anni successivi, particolarmente fino al 1948, quando la sua autonomia fu ridotta da interventi politici, MacArthur provò a incidere sulla tradizionale società giapponese, ritenendo che fosse necessario agli interessi occidentali un forte paese in grado di fare da contrappeso all'avanzata dell'ideologia comunista in Estremo Oriente. Ricevendo alternativamente critiche per essere troppo reazionario o troppo progressista, tutelò in ogni modo la famiglia imperiale, evitando che fosse coinvolta nei processi ai criminali di guerra, ma contemporaneamente indusse l'imperatore a rinunciare alla sua asserita origine divina, riducendosi a figura rappresentativa tipica di una monarchia costituzionale.
Cercò di favorire la ripresa industriale del paese, pur smembrando gli immensi zaibatsu (concentrazioni industriali-finanziarie), che tanto avevano favorito l'ascesa della casta militare responsabile della guerra e introducendo i primi sindacati della storia giapponese.
La stessa costituzione giapponese, tutt'oggi in vigore, fu redatta dal personale politologico e antropologico alle dipendenze di MacArthur e sotto la sua direzione.
Fu membro della Massoneria e la introdusse in Giappone.
Il 9 marzo 1948 MacArthur rilasciò una dichiarazione alla stampa in cui dichiarava il suo interesse ad essere il candidato repubblicano alla presidenza degli Stati Uniti, dicendo che sarebbe stato onorato se il Partito Repubblicano lo avesse nominato, ma non si sarebbe dimesso dall'esercito per fare campagna per la presidenza. Ma, dopo la sconfitta alle primarie repubblicane del Wisconsin, si ritirò.

### Guerra di Corea
Poco dopo l'inizio della guerra di Corea, nel momento in cui i nordcoreani avevano invaso la Corea del Sud, il generale MacArthur fu nominato comandante delle truppe ONU dello UNC, che dovevano respingere l'attacco nordcoreano, che in breve tempo aveva occupato la capitale Seul e quasi tutto il territorio sudcoreano, lasciando libera solo una piccola porzione di territorio intorno alla città costiera meridionale di Pusan.
Nel settembre del 1950 lanciò la controffensiva con un'audace operazione aeronavale molto più a nord sulla costa occidentale della Corea, non solo recuperando tutti i territori persi, ma occupando gran parte della Corea del Nord, spingendosi fino a occupare la capitale Pyongyang e proseguendo poi verso nord fin quasi ad arrivare ai confini con la Cina. L'avanzata delle truppe statunitensi verso i propri confini spinse la Repubblica Popolare Cinese a intervenire in difesa della Corea del Nord a metà ottobre. L'offensiva cinese colse di sorpresa MacArthur, che aveva ripetutamente espresso pubblicamente un grande ottimismo, e le truppe delle Nazioni Unite vennero inizialmente travolte. Le forze di MacArthur batterono in ritirata in una situazione drammatica e dovettero abbandonare precipitosamente tutto il territorio conquistato nella Corea del Nord. Si trattò della più lunga ritirata della storia dell'esercito degli Stati Uniti.
Pyongyang fu liberata il 6 dicembre da cinesi e nordcoreani e il 4 gennaio 1951 le forze delle Nazioni Unite evacuarono Seul. Di fronte alla pressione cinese, dagli inizi di dicembre MacArthur incominciò a criticare sempre più apertamente la strategia seguita dalla Casa Bianca. È opinione diffusa tra gli storici che MacArthur abbia con crescente insistenza richiesto vanamente l'autorizzazione a impiegare l'armamento nucleare, oltre ad allargare il conflitto al territorio della Repubblica Popolare Cinese (sottovalutando o non credendo possibile un eventuale coinvolgimento dell'Unione Sovietica a difesa della Cina comunista e quindi una possibile escalation), lanciando attacchi aerei contro le basi in Manciuria, imponendo il blocco navale alle coste della Cina e coinvolgendo nel conflitto le truppe della Cina nazionalista (Taiwan). In realtà, il generale testimoniò davanti al Congresso nel 1951, sostenendo di non aver mai chiesto l'utilizzo delle armi nucleari. Lo stesso Truman, anni dopo, ritrattò la sua affermazione precedente di aver rimosso MacArthur anche a causa della sua richiesta di usare l'armamento nucleare, sostenendo di non avere le prove di ciò, ma che era solo la sua opinione personale.
Al limite dell'insubordinazione, a metà marzo MacArthur intimò ai cinesi di ritirarsi immediatamente, altrimenti «sarebbero stati costretti a farlo in ginocchio». In questo modo entrò volutamente in contrapposizione con il presidente Truman, che aveva cercato di intavolare un negoziato politico subito dopo la riconquista, il 14 dello stesso mese, di Seul. Questo episodio diede modo al presidente (che mal sopportava l'ego e il protagonismo del generale) e al suo staff di rimuovere dal comando MacArthur, temendo che stesse cercando volontariamente di portare gli Stati Uniti verso uno scontro su larga scala con l'Unione Sovietica.

MacArthur fu così rimosso da Truman per "grave insubordinazione" dal comando delle forze in Corea l'11 aprile 1951 e sostituito con il generale Matthew Ridgway, come da relativo comunicato stampa qui di seguito trascritto: 

### Gli ultimi anni
Ritornato negli Stati Uniti dopo oltre undici anni di assenza, fu festeggiato il 20 aprile 1951 con un'imponente ticker-tape parade organizzata dalla città di New York e, successivamente, il 26 a Chicago.
Pronunciò il suo discorso di congedo presso il Congresso statunitense, interrotto da trenta ovazioni, affermando:
Venne osannato dall'opinione pubblica e ben 500 000 persone lo salutarono allorché arrivò a San Francisco il 16 aprile del 1951.
MacArthur tornò a dedicarsi alla politica, partecipando, senza successo, alle primarie per la nomina del candidato repubblicano alle elezioni presidenziali del 1952. Nelle sue memorie comunque sostenne che non era così interessato alla politica e che era stato trascinato nel tentativo.
Consultato dal neoeletto presidente Dwight Eisenhower, suggerì la linea guida di minacciare l'impiego di armi nucleari per fermare la guerra di Corea.
Nel 1956 il Senato USA propose di istituire lo speciale grado di "generale a sei stelle", unicamente per onorare MacArthur, anche se poi la cosa decadde. Nel frattempo MacArthur fu a capo della RAND Corporation.
Nel 1961 tornò nelle Filippine per un viaggio della memoria, festeggiato dalla popolazione e decorato delle massime onorificenze.
Fu chiamato dal presidente Kennedy, all'indomani dell'affare della Baia dei Porci, sempre nella veste di consulente; tuttavia le sue critiche alla corrente dottrina del Pentagono e il suggerimento a non incrementare l'intervento americano nella guerra del Vietnam, concentrandosi piuttosto sui problemi interni, furono inascoltati.
Per quanto riguarda la guerra del Vietnam, nel gennaio 1964 il generale MacArthur ebbe un incontro nel suo appartamento a Washington-Waldorf col generale William C. Westmoreland, appena designato comandante in capo delle truppe americane in Vietnam (incarico che mantenne fino al giugno 1968), prima della sua partenza appunto per il Vietnam.
In tale occasione MacArthur, pur essendo fiducioso sulle capacità delle forze armate sudvietnamite di combattere da sole, vide la possibilità che truppe straniere avrebbero potuto ben essere necessarie per fornire aiuto: a tale scopo ne suggerì la scelta tra le nazioni dell'estremo oriente, particolarmente la Corea del Sud, le Filippine e la Cina Nazionalista. Per quanto riguardava le truppe americane, egli espresse l'opinione che dovessero essere escluse da operazioni antiguerriglia perché sarebbero state erroneamente impiegate; bisognava unicamente utilizzarle per "chiudere la terra del Laos" in quanto era l'unica possibilità per salvare il Sud Vietnam, pertanto egli credeva che ciò andasse assolutamente fatto. Le sue sopraccitate considerazioni sull'impiego delle forze armate americane vennero sì condivise dal generale Westmoreland ma respinte dall'autorità politica degli Stati Uniti (l'allora Presidente Lyndon B. Johnson), più correttamente bisognerebbe precisare che Johnson (e poi Nixon) furono favorevoli all'uso delle forze americane per la chiusura del confine tra Laos e Vietnam, ma intesero usare le forze americane in combattimento, non fidandosi della capacità del Vietnam del Sud di resistere da solo.
MacArthur morì tre mesi dopo per una Colangite biliare primitiva; oggi riposa nel memoriale a lui dedicato a Norfolk, Virginia.

#### Critiche

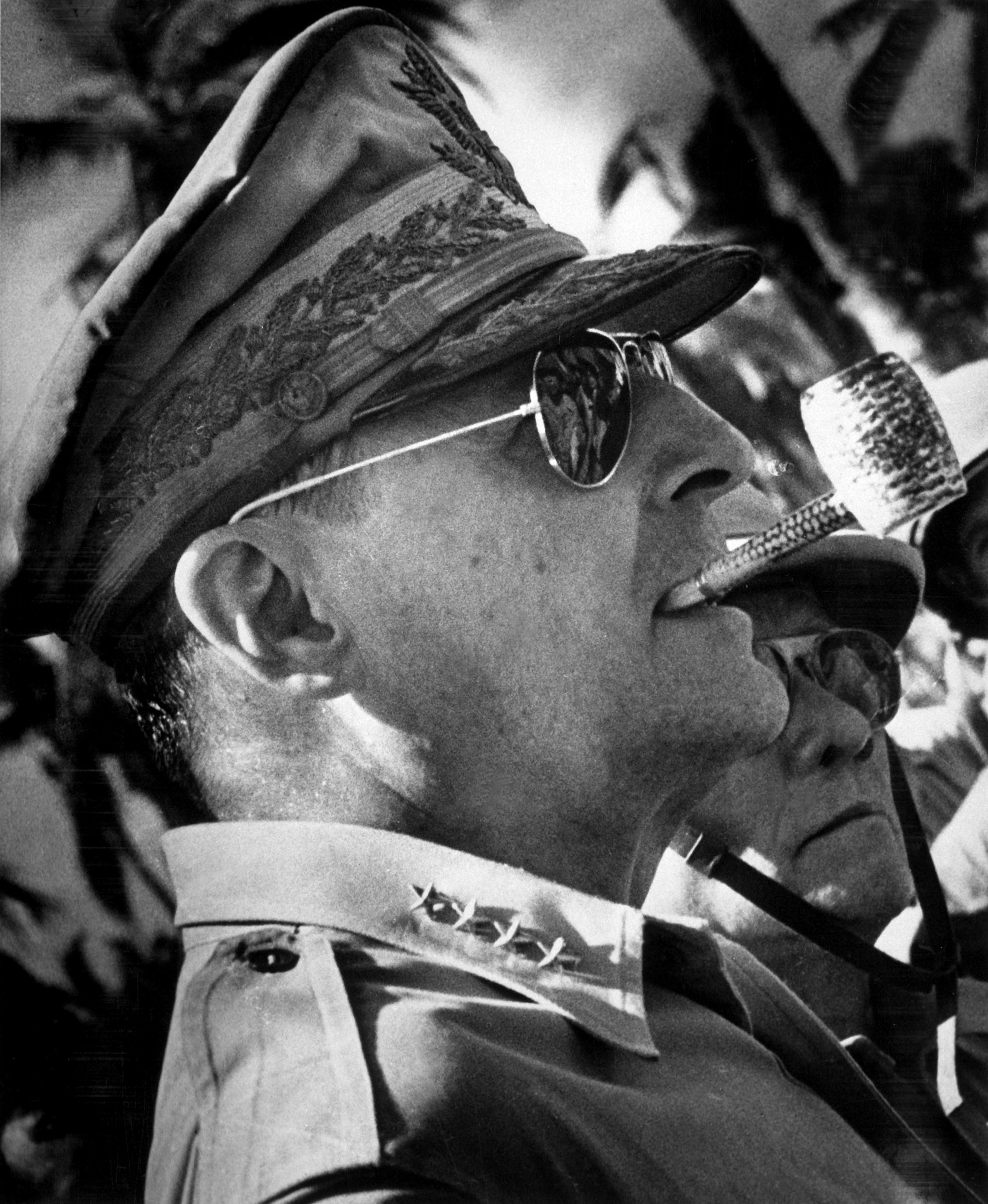
Profilo del generale MacArthur

Esaltato dalla propaganda di guerra americana per la sua rude e carismatica figura di soldato, MacArthur fu tuttavia considerato responsabile di due delle più gravi sconfitte militari mai subite dall'esercito americano: la caduta delle Filippine nel 1942 (in parte, secondo i critici, dovuta alla sua imprevidenza ed eccessivo ottimismo) e la battaglia dello Yalu in Corea nell'inverno 1950-1951 (la più lunga ritirata della storia dell'esercito americano).
I maggiori risultati in campo militare che gli sono riconosciuti sono le manovre effettuate con pieno successo e lievi perdite durante la campagna di Nuova Guinea (tattica del salto della rana) e soprattutto lo sbarco di Incheon, che ribaltò completamente la situazione in Corea dopo l'invasione nordcoreana. Entrambe però furono elaborate dal suo stato maggiore e furono frutto di uno sforzo strategico collettivo (cui parteciparono anche ufficiali superiori della Marina e dei Marine).
Anticomunista, avverso ai bizantinismi e alle mediazioni della politica, riteneva che quando si era costretti a imbracciare le armi fosse indispensabile impegnarsi al massimo per annientare il più velocemente possibile il nemico, se non altro per ridurre al massimo la perdita complessiva di vite umane; di qui i suoi contrasti durante la campagna di Corea con la politica Truman di una "guerra a bassa intensità".
Inoltre si ipotizza che fu lui a concedere a Shirō Ishii e ai membri dell'unità 731 l'immunità processuale in cambio delle scoperte sulle armi batteriologiche.

## Cinema
Il personaggio di Douglas MacArthur viene portato al cinema in numerosi film. Di seguito l'elenco dei film più importanti con i rispettivi attori che l'hanno impersonato:
- Operation Chromite (2016) - Liam Neeson
- FDR: American Badass! (2012) - Ray Wise
- Emperor (2012) - Tommy Lee Jones
- Il Sole (2005) - Robert Dawson
- Truman (1995) - Daniel von Bargen
- The Last Bastion (1984) - Robert Vaughn - Serie Tv
- Voyagers! - Viaggiatori del tempo (1983) - Frank Marth - Serie Tv
- Inchon (1981) - Laurence Olivier
- MacArthur il generale ribelle (1977) - Gregory Peck
- Collision Course: Truman vs. MacArthur (1976) - Henry Fonda
- Corte marziale (1955) - Dayton Lummis
- I guerriglieri delle Filippine (1950) - Robert Barrat
- I sacrificati (1945) - Robert Barrat